# Lac du Beaumont
Le lac du Beaumont est un ancien lac glaciaire qui se situait dans la zone du lac du Sautet, en Isère, et qui remontait dans les vallées du Drac et de la Souloise, dans les Hautes-Alpes, au cours de différentes périodes interglaciaires, et notamment au début de l'Holocène, à l'issue de la glaciation de Würm.

## Lacs glaciaires alpins
Durant les périodes de réchauffement suivant les glaciations quaternaires, localement appelées glaciations alpines, les moraines des glaciers alpins formaient des barrages naturels de roche. Des lacs alimentés par les eaux de fonte se formaient en amont de ces barrages. On peut notamment mentionner dans les Alpes françaises les lacs glaciaires suivants, formés à la fin de la glaciation de Würm : 
- le lac de la Matheysine, entre le glacier de l'Isère et celui de la Bonne sur le plateau ;
- le lac du Beaumont, à une altitude maximale de 870 m au-dessus de la moraine terminale du glacier de la Bonne ; il remontait en amont de Corps ;
- le lac du Trièves, au-dessus de son barrage de glace de Sinard jusqu'à une hauteur maximale de 750 m.

## Géographie
La vallée de la Souloise forme la région naturelle du Dévoluy, au pied du massif du Dévoluy, dans les Hautes-Alpes. La Souloise est un affluent du Drac, qui est un affluent de l'Isère.